# Kira Kener
Kira Kener, née le 11 août 1974 à San Jose (Californie, États-Unis), est une actrice pornographique américaine.

## Biographie
Elle est d'origine viêt-namienne par sa mère et d'origine norvégienne par son père. Son physique exotique lui permet, à tout juste 20 ans, de devenir strip-teaseuse dans un club en Caroline du Nord. Pour se faire reconnaitre en tant que strip-teaseuse, elle se dit qu'être actrice porno lui ferait une bonne publicité.
En 1999, lors d'un voyage professionnel à Los Angeles, elle entre en contact avec le studio Vivid par le biais d'actrices qui y travaillent déjà. Elles assistent à un des spectacles que donne Kira sur la côte Est. Un peu plus tard dans l'année, Vivid lui fait signer un contrat d'exclusivité de 1999 à 2005. En décembre 2002, le magazine Penthouse l'élit "pet of the month". Elle se consacre davantage à sa carrière dans le strip-tease mais retourne régulièrement en Californie pour tourner des films et ainsi satisfaire ses fans.
En 2005 elle porte plainte contre Vivid parce qu'elle a eu une infection avec des "sex toys" en février 2004. En avril 2007 la Cour de justice de Los Angeles lui donne raison mais les conditions des dédommagements n'ont pas été divulguées. Durant le procès Kira dira que les conditions d'hygiènes n'étaient pas respectées pendant les tournages chez Vivid.